# Родниковка (Черкасская область)
Роднико́вка (укр. Родниківка) — село в Уманском районе Черкасской области Украины.
Почтовый индекс — 20324. Телефонный код — 4744.

## Население
Население по переписи 2001 года составляло 3385 человек.

### Языковой состав
Родной язык населения по данным переписи 2001 года:
| Язык       | Численность, чел. | Доля     |
| ---------- | ----------------- | -------- |
| Украинский | 3 252             | 96,07 %  |
| Русский    | 118               | 3,49 %   |
| Другое     | 15                | 0,44 %   |
| Итого      | 3 385             | 100,00 % |

## История
В 1946 г. указом ПВС УССР село Войтовка переименовано в Родниковка

## Местный совет
20324, Черкасская обл., Уманский р-н, с. Родниковка